# 奥尔凡
奥尔凡（法語：Orphin，法語發音：[ɔʁfɛ̃] ⓘ）是法国伊夫林省的一个市镇，属于朗布依埃区。

## 地理
奥尔凡（48°34'43"N, 1°46'52"E）面积16.5 平方千米，位于法国法蘭西島大區伊夫林省，该省份为法国北部内陆省份，北起瓦兹河谷省，西接厄尔省，西南接厄尔-卢瓦省，东南接埃松省，东临上塞纳省。
与奥尔凡接壤的市镇（或旧市镇、城区）包括：埃克罗讷、埃芒塞、加兹朗、奥尔瑟蒙、伊夫林地区普吕奈、欧诺-布勒里-圣桑福里安。

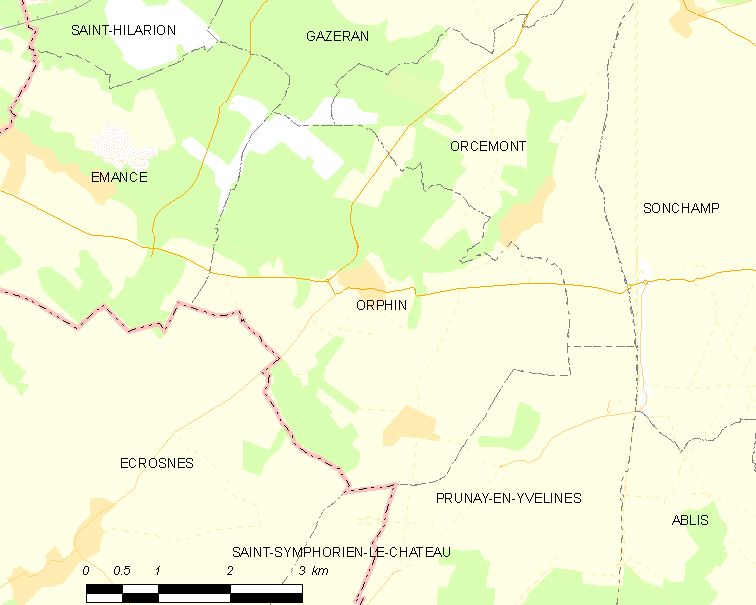
奥尔凡的OSM定位图

奥尔凡的时区为UTC+01:00、UTC+02:00（夏令时）。

## 行政
奥尔凡的邮政编码为78125，INSEE市镇编码为78470。

## 政治
奥尔凡所属的省级选区为朗布依埃县。

## 人口

1962-2008年间奥尔凡人口变化图示

奥尔凡于2022年1月1日时的人口数量为879人。